# Gemeiner Blütenspanner

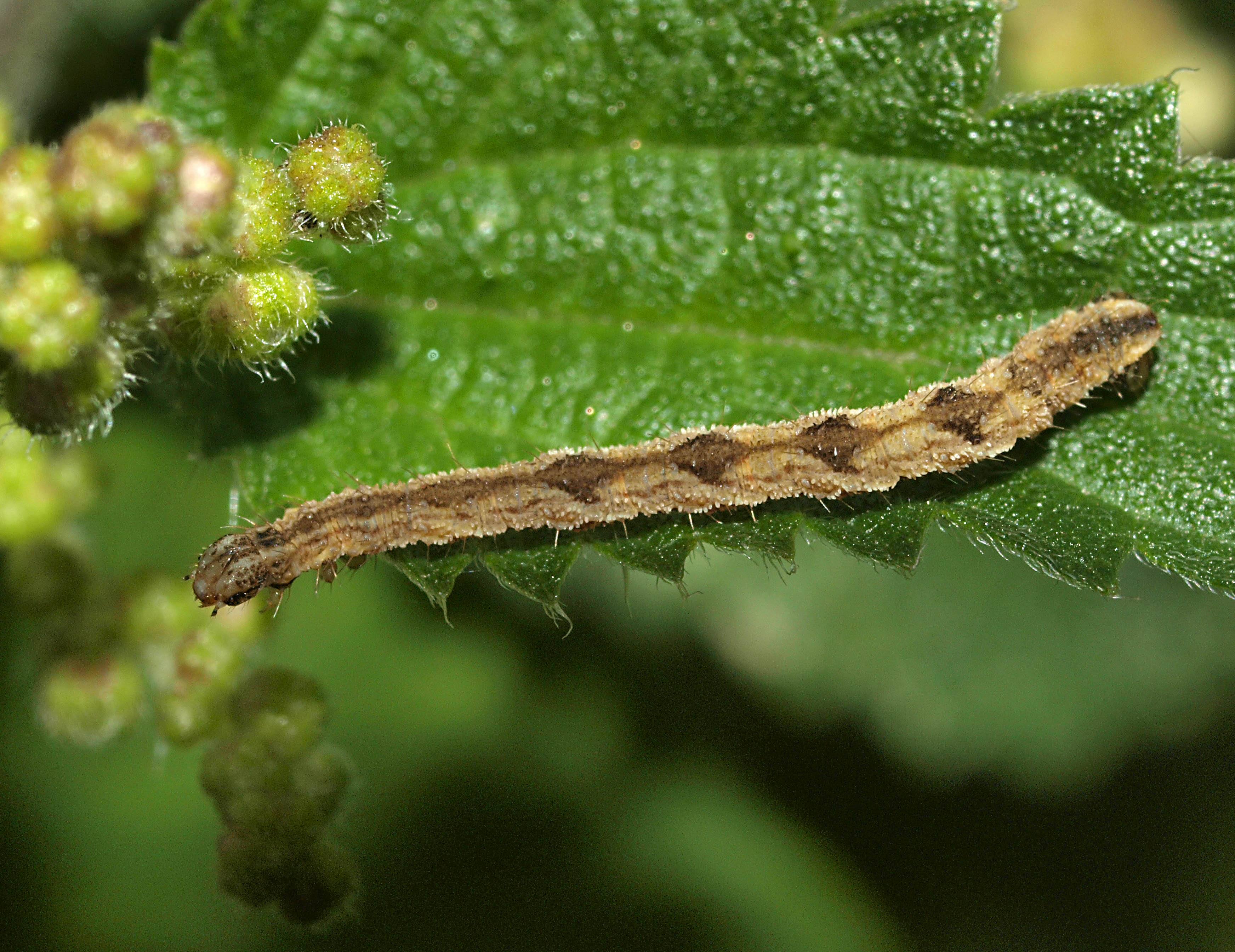
Raupe

Der Gemeine Blütenspanner (Eupithecia vulgata) ist ein Schmetterling (Nachtfalter) aus der Familie der Spanner (Geometridae). Das Artepitheton basiert auf dem lateinischen Wort vulgatus mit der Bedeutung „allgemein bekannt“ und bezieht sich auf das häufige Vorkommen der Art.

## Merkmale

### Falter
Die Flügelspannweite der Falter beträgt 16 bis 23 Millimeter. Die Grundfarbe sämtlicher Flügel variiert von hellgrau bis zu braungrau. Arttypisch ist die helle, scharf abknickende, schmale Binde am äußeren Rand der Diskalregion auf der Vorderflügeloberseite. Ein länglicher schwarzer Diskoidalfleck hebt sich meist undeutlich ab. Die Wellenlinie ist weißlich und endet am Innenwinkel in einem weißen Fleck. Bei abgeflogenen Exemplaren ist eine sichere Bestimmung meist nur mittels einer genitalmorphologischen Untersuchung möglich.

### Raupe
Ausgewachsene Raupen sind glatt und schlank, am Vorderteil leicht verjüngt. Sie sind grünlich bis hell bräunlich gefärbt und zeigen gelbliche Segmenteinschnitte sowie auf dem Rücken große dunkle olivgrüne oder braune rhombische Flecke, die durch eine dünne Rückenlinie miteinander verbunden sind.

### Puppe
Die rötlich braune Puppe ist mit olivgrünen Flügelscheiden versehen. Am spitzen Kremaster befinden sich acht Hakenborsten.

## Verbreitung und Vorkommen
Die Verbreitung der Art erstreckt sich durch West- und Mitteleuropa einschließlich der Britischen Inseln sowie weiter östlich durch Russland bis nach Korea. Im Norden wurde sie noch in Lappland nachgewiesen, im Süden in Nordafrika und Kleinasien. In Kasachstan ist sie durch die Unterart E. vulgata lepsaria, auf Korsika durch E. vulgata cyrneata, in Schottland durch E. vulgata scotia und in Irland durch E. vulgata clarensis vertreten.
Der Gemeine Blütenspanner besiedelt eine Vielzahl unterschiedlicher Lebensräume, beispielsweise Waldränder, Gebüsche, Hecken, Böschungen und Kräuterfluren sowie Gärten und Parkanlagen. Er ist als Kulturfolger zu betrachten und kommt auch mitten in Großstadtgebieten vor. Das Vorkommen in den Alpen reicht bis in Höhen von 1500 Metern.

## Lebensweise
Die Hauptflugzeit der nachtaktiven Falter fällt in die Monate April bis Juli. In klimatisch günstigen Zonen erscheinen im August oder September zuweilen einzelne Falter einer zweiten Generation. Künstliche Lichtquellen werden von ihnen regelmäßig angeflogen. Blütenbesuche der Falter wurden an Doldenblütlern (Umbelliferae) und Holunder (Sambucus) beobachtet. Die Raupen ernähren sich polyphag von den Blättern einer Vielzahl verschiedener Pflanzen. So wurden sie u. a. an Weißdornen (Crataegus), Glockenblumen (Campanula), Waldreben (Clematis), Hopfen (Humulus), Fingerhüten (Digitalis), Heidelbeeren (Vaccinium), Weidenarten (Salix) und Himbeeren (Rubus idaeus) gefunden. Eine eindeutige Bevorzugung bestimmter Pflanzenarten konnte jedoch nicht festgestellt werden. Gern werden auch welke Blätter als Nahrung angenommen. Die Art überwintert als Puppe in einem Kokon meist dicht unter der Erdoberfläche.

## Gefährdung
Der Gemeine Blütenspanner kommt in Deutschland in den einzelnen Bundesländern verbreitet und gebietsweise zahlreich vor und wird auf der Roten Liste gefährdeter Arten als „nicht gefährdet“ eingestuft.